# Un sang d'encre
Pour plus de détails, voir Fiche technique et Distribution.
Un sang d'encre est un documentaire français réalisé par Blaise N'Djehoya,  Jacques Goldstein, sorti en 1997.

## Synopsis
Ce film raconte l'histoire des migrations afro-américaines en France. Après la deuxième Guerre mondiale, la France est l'escale obligatoire des intellectuels et des artistes afro-américains, Le film montre les raisons de cet exil et retrace la vie des expatriés dans cette Afrique-sur-Seine que racontait Paulin Soumanou Vieyra. Un sang d'encre montre les liens qui unissent qui, depuis 1812 et les cercles de littérature noire de la Nouvelle-Orléans, Harlem et le quartier latin, Richard Wright et Jean-Paul Sartre, Miles Davis et Juliette Gréco, Chester Himes et Marcel Duhamel.
L'écrivain et journaliste camerounais Blaise N’Djehoya est le fil conducteur de ce récit dans le Paris des années 1940 et 1950. Avec les témoignages et les interventions de John Sullivan[Lequel ?], spécialiste de littérature créole à la Xavier University de la Nouvelle Orléans, de David Leeming, ancien secrétaire de James Baldwin, de James Campbell, écrivain anglais, de Herbert Gentry, peintre exilé à Paris, de Manthia Diawara né au Mali, professeur de littérature africaine à l’Université Columbia, d’Aimé Césaire, de Michel Favre, directeur des études africaines à la Sorbonne, de Gordon Parks, photographe, réalisateur, romancier et musicien, de Melvin Van Peebles, écrivain et cinéaste américain, de Lesley Himes, veuve de Chester Himes.

## Fiche technique
- Titre : Un sang d'encre
- Réalisation : Jacques Goldstein
- Auteurs : Blaise N'Djehoya, Jacques Goldstein
- Montage : Claude Santiago
- Son : Erik Menard
- Mixage : Jean-Marc Schick
- Producteur : Franck Schneider, Gilles Le Mao
- Genre : documentaire
- Durée : 52 minutes
- Dates de sortie : 1997